# Badr El Kaddouri
Badr El Kaddouri (Casablanca, 31 januari 1981) is een Marokkaans voormalig voetballer. hij kwam uit voor het Marokkaans voetbalelftal.

## Erelijst
Wydad Casablanca
- Winnaar Beker van Marokko: 2001

Dynamo Kiev
- Kampioen van Oekraïne: 2003, 2004, 2007, 2009
- Winnaar Oekraïense voetbalbeker: 2003, 2005, 2006, 2007